# Миграционное законодательство в Италии
Миграционное законодательство в Италии — система законов, принятых со второй половины XX века по начало XXI века в Итальянской республике относительно прибытия и пребывания иностранных граждан, и действующих в настоящее время.

## История иммиграции
До середины XX века страны Западной Европы не привлекали масштабных иммиграционных потоков в отличие, например, от США и Канады. Европа являлась сама поставщиком иммигрантов. Однако, после Второй мировой войны ситуация изменилась. Во второй половине XX века западноевропейский регион превратился в центр иммиграции, что до сих пор порождает острые социально-экономические, культурные, а порой и политические проблемы.
Процессы, схожие с общеевропейскими, происходили и в Италии. За последние четыре десятилетия[какие?]  республика претерпела значительные изменения, превратившись из страны эмигрантов (на сегодняшний день 4 миллиона итальянцев проживают за рубежом) в объект активной иммиграции. С 1970 года по сегодняшний день, количество иностранных граждан в Италии с постоянным видом на жительство увеличилось в десятки раз. Темпы роста до сих пор кажутся чрезвычайно высокими и убедительными. В 2003 году, согласно законодательному акту в области иммиграционной политики, были легализованы почти 700 000 рабочих-выходцев из неевропейских государств. Эти данные, при условии добавления их к полумиллиону иностранцев, которые к тому моменту уже проживали на итальянском полуострове, увеличивают существующие цифры. Число иностранных граждан, проживавших в Италии на начале 2010 года, составило 4 235 059 человек. Это составляло примерно 7 % от общего числа жителей Республики.

## История законодательства
Иммиграционное законодательство Италии фактически берёт начало в середине 1960-х годов. Именно тогда в Италии по аналогии с другими европейскими государствами была введена система видов на жительство и разрешений на трудовую деятельность, выдававшихся через систему Министерства труда. Процесс формирования эффективного миграционного законодательства осложнялся такими факторами, как географическое положение и связанные с ним трудности охраны береговой линии, и теневая экономика, составлявшая по некоторым оценкам от 20 до 30 % ВВП.
До 1980-х Италия не имела никакой законодательной базы, способной направить усилия на легализацию присутствия иностранных граждан на территории страны. Единственный закон, регулирующий иммиграционную ситуацию, был введён в силу в 1981 году . С этого года иностранцам требовалось лишь зарегистрировать своё присутствие в соответствующих органах власти.
Фактически процесс формирования в Италии законодательной базы, которая бы действительно ограничивала и регламентировала приток иммигрантов, начался в 1981 году с присоединения Италии к конвенции № 143 Международной организации труда о нелегальной миграции. Параллельно Министерством труда был представлен законопроект по вопросам иммиграции, который, в сущности являлся копией законодательства стран Северной Европы. Во многом из-за того, что не была учтена специфика региона, закон, принятый в 1986 году оказался совершенно нежизнеспособным.
Единственным выходом из сложившейся ситуации оказалась «амнистия», то есть легализация уже въехавших в страну нелегалов.
Начатая во второй половине 1980-х годов программа укрепления границ и ужесточения визового режима была окончательно оформлена в «законе Мартелли», вступившем в силу в 1990 м году. Основным назначением этого закона являлось сужение миграционных потоков, направленных в страну. Сокращение потока иммигрантов достигалось путём увеличения числа государств, гражданам которых необходимо было получить визу для въезда в страну. Также был ужесточён режим выдачи разрешений на временное проживание. Число выданных разрешений на пребывание уменьшилось с 649 тысяч в начале 1992 года до 589 тысяч по состоянию на 1 января 1993 года (опыт легализации). При всех положительных сторонах закон имел существенные недостатки. В законе не был установлен механизм выдворения нелегалов, и он не уделял должного внимания интеграции иммигрантов в итальянское общество.
Попыткой частично восполнить изъяны действующего законодательства стал декрет № 489 от 1995 года, известный как «декрет Дини». В него были включены нормы, регулирующие иммиграционные потоки и сезонную работу иностранцев из государств, не входящих в Европейский союз, правила их въезда в страну и пребывания на её территории, условия принудительной депортации, порядок воссоединения семей. Кроме того, были предусмотрены некоторые изменения социальной политики по отношению к иммигрантам и новые правила легализации.

### Опыт легализации
В 1998 году левоцентристское правительство страны ввело в действие закон № 40, целью которого было упорядочение положения иммигрантов из стран, не входящих в ЕС, и улучшение их интеграции. Закон определил сложную процедуру депортации нелегальных иммигрантов, которые, будучи арестованными полицией, могли быть депортированы только после рассмотрения их случая мировым судьёй и после получения приказа о депортации имели право опротестовать это решение в двухнедельный срок.
Текущее законодательство в области иммиграции и интеграции приезжих в итальянское общество, состоит из двух законодательных актов: закон №40 от 6 марта 1998 года, названный, как «Закон Турко-Наполитано» и закон №189 от 30 июля 2002 года, известный, как «Закон Босси-Фини». Последний был принят правоцентристским правительством, пришедшим к власти в результате парламентских выборов 2001 года и рассматривавшим проблемы иммиграции как одно из приоритетных направлений своей политики.
Среди наиболее значительных изменений в миграционном законодательстве 2002 года можно отметить сокращение с четырёх до двух лет продолжительности действия разрешений на работу, увеличение с пяти до шести лет периода проживания в Италии для получения разрешения на постоянное пребывание для граждан стран, не входящих в ЕС; введение процедуры немедленной депортации нелегальных иммигрантов; отмену возможности воссоединения с членами семьи третьей степени родства. Одной из основных инноваций нового закона являлась ответственность работодателя за предоставление социальных гарантий работнику, включая обеспечение условий его проживания.
На саммите Европейского совета в Брюсселе лидерами 27 стран-членов Евросоюза 16 октября 2008 года был принят Миграционный пакт об иммиграции и предоставлении убежища, направленный на борьбу с нелегальными иммигрантами. Пакт предоставляет возможность задерживать нелегалов на срок до 18 месяцев и запрещать им последующий въезд в страны Евросоюза на срок до пяти лет.
Также нелегальное пересечение границы Италии по инициативе правительства Сильвио Берлускони перешло из разряда административных правонарушений в разряд уголовных.

## Текущая миграционная политика
Реализацию иммиграционной политики в Италии координирует Министерство внутренних дел, в чьём ведении находятся вопросы выдачи разрешений на въезд и пребывание в стране, разрешений на работу, рассмотрение заявлений о предоставлении гражданства и принятие решений о депортации. 
В осуществлении своих функций министерство взаимодействует с:
1) консульствами и посольствами Италии за рубежом (выдача въездных виз)
2) Министерством труда (выдача разрешений на работу)
3) Министерством социального развития (вопросы социальной защиты иммигрантов)
4) Центральной комиссией по вопросам признания статуса беженца
В подчинении министерства находится полиция, отвечающая за въездной контроль, выдачу разрешений на пребывание и депортацию нелегальных иммигрантов.
Из 21 основания выдачи итальянской въездной визы только пять могут являться иммиграционными и дают право обратиться за разрешением на постоянное пребывание (после пяти лет проживания в стране) и гражданство:
- воссоединение семей (воссоединение происходит с лицом, уже имеющим либо иммиграционный статус, либо итальянское гражданство);
- усыновление несовершеннолетнего иностранца лицом, уже имеющим либо иммиграционный статус, либо итальянское гражданство;
- наёмная работа (при наличии контракта на работу в Италии с неопределённым сроком завершения);
- индивидуальная трудовая деятельность (при получении права на профессиональную деятельность) в различных областях (коммерция, торговля, спорт, искусство);
- выбранное место жительства в Италии для обеспеченных граждан, имеющих обширные пассивные источники доходов в их стране проживания (не в Италии).

В октябре 2024 года принят указ, согласно которому службам безопасности предоставлено право проверять сотовые телефоны мигрантов, въезжающих в страну, без права проверки сообщений. Мигрантов обязали сдавать отпечатки пальцев при подаче документов на итальянскую визу в дополнение к таким же требованиям, существующим по отношении к шенгенской визе.

## Беженцы
Вопросы предоставления убежища в Италии регулируются правилами женевской конвенции 1951 года и Нью-Йоркского протокола 1967 года о предоставлении статуса беженца, Конституцией Италии, параграфом 1 закона об иностранцах № 39 от 28 февраля 1990 года, законом № 40 «Регулирование иммиграции и нормы легального статуса иностранцев» от 6 марта 1998 года, Шенгенским соглашением и Дублинским регламентом.
Италия предоставляет убежище лицам, подвергающимся преследованию по религиозным, расовым или национальным признакам, а также вследствие принадлежности к определённой социальной группе или политическим убеждениям. Решение о предоставлении статуса беженца принимает Центральная комиссия по вопросам признания статуса беженца. Лица, не подпадающие под действие Женевской конвенции, но в то же время не имеющие возможность вернуться в страну выезда вследствие сложившейся в ней ситуации, могут получить убежище по гуманитарным основаниям. В этом случае разрешение на пребывание выдаётся местной полицией по рекомендации Центральной комиссии по вопросам признания статуса беженца.
Беженцы имеют право на трудоустройство, а также свободный доступ к национальным системам образования и здравоохранения. После пяти лет постоянного пребывания и работы в Италии лица со статусом беженца имеют право обратиться с заявлением о предоставлении гражданства.

### Предпринятые правительством меры в связи с ситуацией в Северной Африке
Среди действий, которые предпринимались правительством Италии для того, чтобы улучшить ситуацию, следует упомянуть соглашение между Тунисом и Италией об усилении борьбы с нелегальной миграцией из стран Северной Африки. Данное соглашение касается развития двустороннего сотрудничества в области безопасности, упрощения механизмов депортации нелегальных мигрантов, усиления контроля на государственной границе Туниса, чтобы препятствовать незаконному проникновению через неё мигрантов. 
Чтобы хоть как-то улучшить ситуацию с иммигрантами, Рим принял решение выдать временные разрешения на жительство тем эмигрантам из Туниса, которые сообщили о своём намерении ехать в другие страны Евросоюза, входящие в Шенгенскую зону.
Большинство тунисцев, многие из которых говорят по-французски, иммигрируют во Францию. Многие граждане Туниса имеют семейные связи с Францией, где проживает крупная тунисская диаспора. По этой причине Париж начал проводить на границе выборочный контроль и отправлять нелегалов тунисского происхождения, прибывавших из Италии, обратно
После резко возросшей напряжённости внутри страны в связи с мигрантами и забастовок местных жителей в начале марта[уточнить] Сильвио Берлускони предложил депортировать всех беженцев из Италии за 48-60 часов. Эти действия не были исполнены до конца, но Берлускони всё же удалось вернуть на родину около тысячи иностранных граждан из Туниса и Ливии и сгладить ситуацию внутри страны.

### Интеграция и гражданство
Важным аспектом является процесс интеграции и то, как различные этнические группы иностранных граждан вливаются в местную среду. В качестве одной из причин медленной интеграции в общество нередко называется культурный фактор. Фактор культурной интеграции особенно актуален в отношении иммигрантов мусульманского происхождения, доля которых на сегодняшний день начинает заметно превалировать над числом христианских иммигрантов. 
Государство требует, чтобы религия не выходила из сферы частной жизни и не проявлялась в публичной жизни, характеризующейся всеобщим равенством. Однако ислам — это больше чем религия, это образ жизни, он охватывает все области жизни верующего и, следовательно, не поддаётся изоляции в частной сфере. Это порождает практически неразрешимое противоречие.
В любой стране можно найти «умеренных» мусульман, готовых до определённой степени к компромиссу; но там всегда найдутся и радикальные группировки, которые попытаются убедить выходцев из мусульманского мира в необходимости вести замкнутую жизнь в своей общине и не поступаться верой. Социальные опросы, проведённые среди мусульманского населения в европейских странах, показывают, что далеко не все, традиционно считающиеся мусульманами, действительно являются приверженцами ислама. Опросы некоторых исследователей, в том числе и итальянских, показывают, что подавляющее большинство из иммигрантов-мусульман секулярны внешне и придерживаются основных либеральных ценностей.
Ответственность за содействие интеграции иностранцев, легально проживающих в Италии, возложена, в соответствии с законом 1998 года, на Министерство социального развития. В качестве основных целей политики интеграции в законе определены упрочение взаимодействия между гражданами страны и представителями национальных меньшинств и предоставление равных социальных гарантий с гражданами страны иммигрантам, находящимся в Италии на законных основаниях.
Иностранный гражданин, являющийся резидентом Италии, имеет право на воссоединение с семьёй, работу, образование, медицинское обслуживание, участие в конкурсах на предоставление общественного жилья (закон 2002 года ввёл 5%-ное ограничение на количество общественного жилья, заселяемого иностранцами), зачисление в профессиональные ассоциации, сохранение особенностей национальной культуры и религии.
Законодательством Италии предусмотрено два главных пути обретения иностранцем гражданства страны: брак с гражданином Италии либо длительное проживание в стране на легальной основе, то есть в статусе резидента Италии.
Супруг(а) гражданина Италии может обратиться с ходатайством о вступлении в гражданство только спустя 3 года после заключения брака. Эти же сроки установлены для лиц, у которых один из родителей — гражданин Италии, или предок 2-й степени родства является итальянским гражданином по рождению.
Иностранец, не имеющий прямых родственников в Италии, может обратиться с просьбой о предоставлении гражданства только после 10-летнего проживания в стране.